# Kopanický potok (přítok Výrovky)
Kopanický potok je menší vodní tok ve Středolabské tabuli, pravostranný přítok Výrovky v okrese Nymburk ve Středočeském kraji. Délka toku měří 6,76 km, plocha povodí činí 9,02 km².

## Průběh toku
Potok pramení v poli blízko silnice I/38 severně od Přední Lhoty v nadmořské výšce 187 metrů. Potok protéká poli ohraničenými Nymburkem na severu, Kovanicemi a Chvalovicemi na severovýchodě, Přední Lhotou, Pískovou Lhotou a Hořátví na jihu a Písty na západě, v celé své délce sleduje severozápadní směr a z obou stran přijímá několik menších polních svodnic. V těsné blízkosti usedlosti Kopaník, též zvané Kopanický dvůr, spadající do katastru Nymburka potok kříží silnici II/330, ve větší vzdálenosti proti proudu ještě železniční trať č. 060 Poříčany–Nymburk. Východně od Píst se v nadmořské výšce 180 metrů Kopanický potok zprava vlévá do Výrovky, a to těsně před jejím levostranným ústím do Labe.